# Miguel Ángel Morelli
Miguel Ángel Morelli (Coronel Suárez, 1955-21 de agosto de 2020) fue un escritor y periodista argentino.

## Poeta
Como poeta editó cinco títulos. También participó en diversas antologías de Argentina y países de Hispanoamérica.
Entre los especialistas que han abordado la poética morelliana, merecen destacarse los trabajos de los doctores Luis Alberto Vittor, de la Universidad Argentina John F. Kennedy, y John Andrew Morrow, de la Northern State University de Aberdeen (Dakota del Sur), quien tradujo parte de su obra tanto al inglés como al francés.

## Periodista
Como periodista, Morelli ha colaborado en varios medios de su país, entre los que se cuentan los diarios
- Clarín
- La Razón
- El Cronista
- La Nueva Provincia
- Revista Vosotras.[4]

Fue presidente del Círculo de la Prensa de Quilmes (1996-1998).

## Libros publicados
- Piedra blanca sobre piedra negra, 1980 (poesía). ISBN 978-950-556-135-3
- Los signos de fuego, 1989 (poesía). ISBN 978-950-556-227-5
- Fragmentos de un cielo impenetrable, 1998 (poesía) Faja de Honor de la SADE, 1999. ISBN 978-987-97221-3-8
- Humanos, casi humanos, 2009 (poesía). ISBN 978-987-1254-03-3
- Despojos, 2010 (poesía). ISBN 978-987-1254-14-9
- Despojos, 2010 (poesía). ISBN 978-987-1254-14-9
- Una sombra maldita, 2014 (narrativa). ISBN 978-987-1998-80-7
- Borges y el libro de los libros, 2019 (narrativa). ISBN 978-987-742-119-4